# أندرانيك أداميان
أندرانيك أداميان (بالأرمنية: Անդրանիկ Ադամյան)‏ هو لاعب كرة قدم ومدرب كرة قدم أرميني في مركز الهجوم، ولد في 22 يناير 1952 في غيومري في أرمينيا. لعب مع نادي شيراك.